# Aktinički keratitis
Aktinički keratitis bolno je očno stanje uzrokovano izlaganjem ultraljubičastoj svjetlosti, kao što je varilački luk („varilačko oko“), svjetlo u solariju, refleksija sunčane svjetlosti s površine snijega („snježno sljepilo“), velike vodene površine ("keratitis kupača"), pijeska ("pustinjsko sljepilo"), električna eksplozija i sl. Intenzivno ultraljubičasto svjetlo koje je oko apsorbiralo uzrokuje površan, ali veoma bolan i neugodan keratits.

## Simptomi
Simptomi se najčešće javljaju nekoliko sati nakon izlaganja i tipično se spontano povlače unutar 36 sati. Osjećaj se opisuje kao pijesak u očima, nelagoda i bolnost.

## Znakovi
- Jako suzenje
- Blefarospazam
- Fotofobija
- Fluoresceinska će boja pod plavim svjetlom otkriti površinske defekte rožnice
- Sužene zjenice (ovaj simptom može trajati i od 96 do 128 sati u nekim slučajevima)

## Liječenje
- Pregled rožnice – potraga za stranim tijelom
- Ako pacijentu prija zavoj, staviti zavoj na oko na kojem su simptomi jači
- Propisati analgetik
- Topički (tj. lokalni) antibiotici u formi kapi ili masti, u svrhu prevencije infekcije
- Hladni suhi oblozi

|  | Molimo pročitajte upozorenje o korištenju medicinskih informacija. Ne provodite liječenje bez savjetovanja s liječnikom! |